# Mistral (Automarke)
Mistral bzw. Ford Mistral war eine neuseeländische Automarke.

## Markengeschichte
Das Unternehmen Mistral Cars aus Christchurch begann 1957 mit der Produktion von Automobilen und Kit Cars. Von 1959 bis 1960 setzte Weltex Plastics aus dem gleichen Ort die Produktion fort. Letzter Hersteller war von 1960 bis 1962 Emslie and Flockton aus Dunedin. Eine Quelle bestätigt Weltex Plastics unter Leitung von Bob Blackburn sowie Emslie and Flockton, wenngleich dort Elmslie & Flockton Limited geschrieben.
Andere Quellen nennen als einzigen Hersteller Blackwell Engineering oder Mistral (Ford) Cars und als Produktionszeitraum 1952 bis 1957. Alle Jahresangaben vor 1955 scheiden allerdings aus.
Die einzige bekannte Produktionszahl bezieht sich auf die Produktion bei Weltex Plastics und lautet zehn Komplettfahrzeuge sowie zehn Karosserien. Allerdings passt der Produktionszeitraum (1956–1960) nicht überein.
Roger Wilson versuchte 1989, die Produktion wieder aufzunehmen.

## Fahrzeuge
Der englische Hersteller Micron Plastics hatte sein Modell Mistral im Frühjahr 1955 vorgestellt. Die Neuseeländer übernahmen die Form der Karosserie. Der Modellname lautete Cropduster. Die Basis bildete ein eigenes Fahrgestell, entworfen von Graeme Dennison.  Darauf wurde eine offene Karosserie aus Fiberglas montiert. Der Roadster bot Platz für zwei Sitze.
Als Antrieb wird ein Vierzylindermotor von Ford mit 58 PS Leistung genannt. Damit war eine Höchstgeschwindigkeit von 160 km/h möglich. Eine andere Quelle nennt präzise die Motoren vom Ford E 93 A (Ford Prefect), Ford 100 E (Ford Anglia und Ford Popular) und Ford 105 E (Ford Anglia).
Die folgenden Preise sind überliefert:
- Fahrgestell 95 Pfund Sterling[6]
- Karosserie 135 Pfund[6]
- Bausatz 600 Pfund[3]
- Komplettfahrzeug 900 Pfund[3]

Die Fahrzeuge wurden im Laufe von zwei Jahren bei 74 Autorennen eingesetzt und errangen 37 Plätze in den Punkten.
Ein Deutscher erwarb in Neuseeland ein Fahrzeug, importierte es nach Deutschland und erhielt eine TÜV-Zulassung. Als deutsche Kennzeichen sind GI-TK 11 und HP-ZW 84 überliefert.